# Das Gespräch über Gedichte
Das Gespräch über Gedichte ist ein literarischer Dialog von Hugo von Hofmannsthal, der im Februar 1904 unter dem Titel Über Gedichte in Der Neuen Rundschau, Berlin erschien.

## Inhalt
Zwei Kunstliebhaber – Gabriel und Clemens – unterhalten sich über Gedichte von Johann Wolfgang von Goethe, Friedrich Hebbel und Stefan George. Besprochen werden zum Beispiel von Goethe Selige Sehnsucht, von Hebbel Sie sehn sich nicht wieder und von George Nach der Lese. Im Verlaufe des Gesprächs erweisen sich die Dialogpartner als Kenner poetischer Werke. Besonders Gabriel möchte auf den Kern solcher Dichtung vordringen.
Es geht um Gefühle und Halbgefühle, um „alle die geheimsten und tiefsten Zustände unseres Inneren“. Ein „grenzenloser Zustand“ aus dem „Zauberkreis der Kindheit“ wird „in dem reinen tiefen Spiegel unstillbarer Sehnsucht aufgefangen“. Die Betonung liege dabei auf genau einem Zustand des Gemüts. Denn das „Spiel der Gefühle“ könne mit einem Gedicht nicht ausgedrückt werden. Jene Zustände seien zum Beispiel in dem besprochenen Hebbel-Gedicht bange Wollust und trauervolle Kühnheit. Der Dichter sähe „jedes Ding jedesmal zum erstenmal“ so, als ob es „mit allen Wundern seines Daseins“ umgeben wäre. Im Gedicht werde „niemals eine Sache für eine andere“ gesetzt. Wenn Hebbel in seinem oben genannten Gedicht über zwei Schwäne schreibt, so sei Schwan eine der „Chiffren, mit denen Gott unaussprechliche Dinge in die Welt geschrieben hat.“ Hebbel also, dem dieses Gedicht gelungen ist, sei in dem Zusammenhang glücklich zu nennen. Der Dichter spräche Worte aus um ihrer magischen Kraft willen. Damit könne er uns unaufhörlich verwandeln. Unsere Seele nähre sich vom Gedicht - besonders, wenn uns daraus ein Hauch anwehe. Hofmannsthal verweist dazu mehrfach auf die Lieder des jungen Goethe. Die beiden Kunstliebhaber aber feiern Verse des 66-jährigen Goethe:
Keine Ferne macht dich schwierig,

Kommst geflogen und gebannt

Und zuletzt, des Lichts begierig,

Bist du, Schmetterling, verbrannt.

Und so lang du das nicht hast

Dieses: Stirb und werde!

Bist du nur ein trüber Gast

Auf der dunklen Erde.
Sprengel, der Hofmannsthals Arbeit kurz bespricht, geht konform mit der oben skizzierten Poesie von der schlaglichthaften Ausleuchtung des menschlichen Seinsgrundes. Ebenso benennt der Goethe-Verehrer Gabriel einen jener oben angesprochenen Zustände, wenn er die zwei obigen Strophen bewundert: „Hörst du diesen Laut, wie von einem verzauberten Nachtvogel hineingesungen in das Zimmer, wo einer stirbt? Man sagt, er habe es in der Nacht gemacht, in welcher Christiane Vulpius gestorben war.“

## Rezeption
- Lublinski[12] nennt den Text 1909 sowohl reiz- als auch anspruchsvoll. Hofmannsthal unterscheide darin zwei Arten von Dichtern. Während die einen unsere „dunkelsten Empfindungen“ artikulierten, formulierten die anderen klare Bilder jener Welt außerhalb unseres Ichs. Karl J. Naef[13] sieht 1938 „die Grenzen zwischen Ich und Welt“ anders. Das Ich werde im Schauen Welt und erlösche. „Das Gesetz des Weltalls“ sei „auch dasjenige unseres Innern“.
- Walter H. Perl[14] meint 1935, ein Gedicht entstehe gleichsam in einem Augenblick des „Erlebens und Gestaltens“. In seinem Text versuche Hofmannsthal, jenen Vorgang in Prosa zu gießen.
- Sprengel[15] hebt 2004 das Irrationale der Kunstproduktion und -aneignung hervor. Insbesondere geht er auf Hofmannsthals Gedanken zur Rolle des Symbols in der Dichtung ein und nennt den Autor einen Dichter, der mit seinem Dialog über Poesie an der Tradition anknüpfe. Der Dialogpartner Gabriel sei das Sprachrohr Hofmannsthals.
- Nach Wunberg, 1972,[16] sind Hofmannsthals Äußerungen zu Georges Lyrik keinesfalls negativ gewesen.

## Ausgaben

### Erste Buchausgabe
- Georg Brandes (Hrsg.): Hugo von Hofmannsthal: Unterhaltungen über literarische Gegenstände: Über Gedichte – ein Dialog. Über Charaktere im Roman und Drama. Mit zwei Heliogravüren, zehn Vollbildern und vielen Vignetten (= Die Literatur. Sammlung illustrierter Einzeldarstellungen. Band 1). Verlag Bard, Marquardt & Co., Berlin 1904, OCLC 474067620 (65 S., 12 Taf.; eingeschränkte Vorschau in der Google-Buchsuche).

### Zitierte Textausgabe(Quelle)
- Hugo von Hofmannsthal: Das Gespräch über Gedichte. In: Ders.: Gesammelte Werke in zehn Einzelbänden. Hrsg. von Bernd Schoeller in Beratung mit Rudolf Hirsch. S. Fischer, Frankfurt a. M. 1949 (Auflage 1986). Band Erzählungen. Erfundene Gespräche und Briefe. Reisen. ISBN 3-10-031547-2, S. 495–509 (694 S.).